# Diamond Tour
El Diamond Tour, Flanders Diamond Tour desde 2016, es una carrera ciclista femenina belga y se desarrolla por los alrededores de Nijlen.
Se creó en 2014 con categoría 1.2, ascendiendo a 1.1 en 2015 (máxima categoría del profesionalismo para carreras de un día femeninas).

## Palmarés
| Año  | Ganador             | Segundo               | Tercero               |           |
| ---- | ------------------- | --------------------- | --------------------- | --------- |
| 2014 | Jolien D'Hoore      | Beatrice Bartelloni   | Kelly Druyts          |           |
| 2015 | Jolien D'Hoore      | Kelly Druyts          | Lisa Brennauer        |           |
| 2016 | Jolien D'Hoore      | Christine Majerus     | Monique van de Ree    |           |
| 2017 | Nina Kessler        | Monique van de Ree    | Chiara Consonni       |           |
| 2018 | Janine van der Meer | Kathrin Schweinberger | Chiara Consonni       |           |
| 2019 | Lorena Wiebes       | Elisa Balsamo         | Lotte Kopecky         |           |
| 2020 | cancelada           | cancelada             | cancelada             | cancelada |
| 2021 | Lorena Wiebes       | Chiara Consonni       | Amber van der Hulst   |           |
| 2022 | Chiara Consonni     | Marthe Truyen         | Georgia Danford       |           |
| 2023 | Julie De Wilde      | Kathrin Schweinberger | Katrijn De Clercq     |           |
| 2024 | Chiara Consonni     | Anniina Ahtosalo      | Kathrin Schweinberger |           |
| 2025 |                     |                       |                       |           |

## Palmarés por países
| País         | Victorias |
| ------------ | --------- |
| Países Bajos | 4         |
| Bélgica      | 4         |
| Italia       | 2         |